# Las Islas
Las Islas är en ort i Mexiko.   Den ligger i kommunen Jaral del Progreso och delstaten Guanajuato, i den centrala delen av landet, 220 km väster om huvudstaden Mexico City. Las Islas ligger 1 731 meter över havet och antalet invånare är 175.
Terrängen runt Las Islas är kuperad norrut, men söderut är den platt. Runt Las Islas är det ganska tätbefolkat, med 166 invånare per kvadratkilometer. Närmaste större samhälle är Valle de Santiago, 17,0 km nordväst om Las Islas. Trakten runt Las Islas består till största delen av jordbruksmark.